# Papuk
Papuk es una de las montañas más grandes de la región de Eslavonia, en el este de Croacia. Se extiende entre Montes Bilo (o Bilogora) hacia el noroeste, Krndija al este, y las montañas de Ravna gora y Psunj hacia el suroeste. 
Su pico más alto (llamado Papuk) mide 953 metros.
El área de Papuk es un parque natural protegido (park prirode).
En junio de 2007, el parque natural Papuk se convirtió en miembro de la Asociación de Geoparques Europeos y de la Red Mundial de Geoparques protegida por la UNESCO. Su nominación se repitió en 2011. El objetivo de Croacia es que a través de la membresía en la Asociación de Geoparques Europeos pueda participar en proyectos para obtener fondos para la educación y el trabajo en infraestructura.

## Nombre
Existen varias etimologías supuestas del nombre "Papuk", casi con certeza no es de origen croata. Una es que proviene de la asimilación de "Bapuk", donde "Ba" es el nombre de la tribu celta que habitaba la región y "Puk" proviene de la raíz indoeuropea * peiH, que significa "grande". Sin embargo, de las fuentes históricas, es visible que Papuk era originalmente un hidrónimo. Basándose en eso, se ha sugerido que el nombre proviene de la repetición de la raíz indoeuropea * bhogj (fluir), * bhebhogj, por lo que significa "lo que fluye y fluye". Sin embargo, hay varios problemas con esa etimología. Primero, es visible por hidronimos como "Bosut" y "Bosna" que indoeuropeo * bh dio * b en el idioma local. Segundo, * bhebhogj en realidad significaría "flujo y flujo" y no "lo que fluye y fluye", por lo que las terminaciones no coinciden. Por lo tanto, se ha sugerido que el nombre es de origen pre-indoeuropeo.
Las montañas Papuk pertenecen a las tierras altas de Eslavonia que se encuentran en Pannonia, un área baja de Eslavonia. A pesar de que las tierras altas de Eslavonia no superan los 1,000 metros, su presencia es muy notable en el paisaje. Esto se debe a que los campos aluviales circundantes están a unos 100 metros de altura sobre nivel del mar, mientras que las laderas están a solo 100 metros sobre los campos. Las tierras altas están en su mayoría cubiertas de bosques, lo que los diferencia del paisaje circundante.
Dentro de las tierras altas de Eslavonia, la montaña Papuk se extiende de oeste a este y es la más espaciosa e interesante montaña. Desde la cordillera principal se encuentran dos espuelas y un tracto regado por una cuenca de drenaje en dirección norte sur. Como punto notable, el énfasis recae en los picos Točak (887 m), Papuk (953 m), Ivačka glava (913 m), Češljakovački vis (820 m) y Kapovac (792 m), que se extienden continuadamente y actúan como una división de drenaje entre los numerosos afluentes arroyos que fluyen hacia el río Drava hacia el norte, y el río Sava hacia el sur.

## Ravna Gora

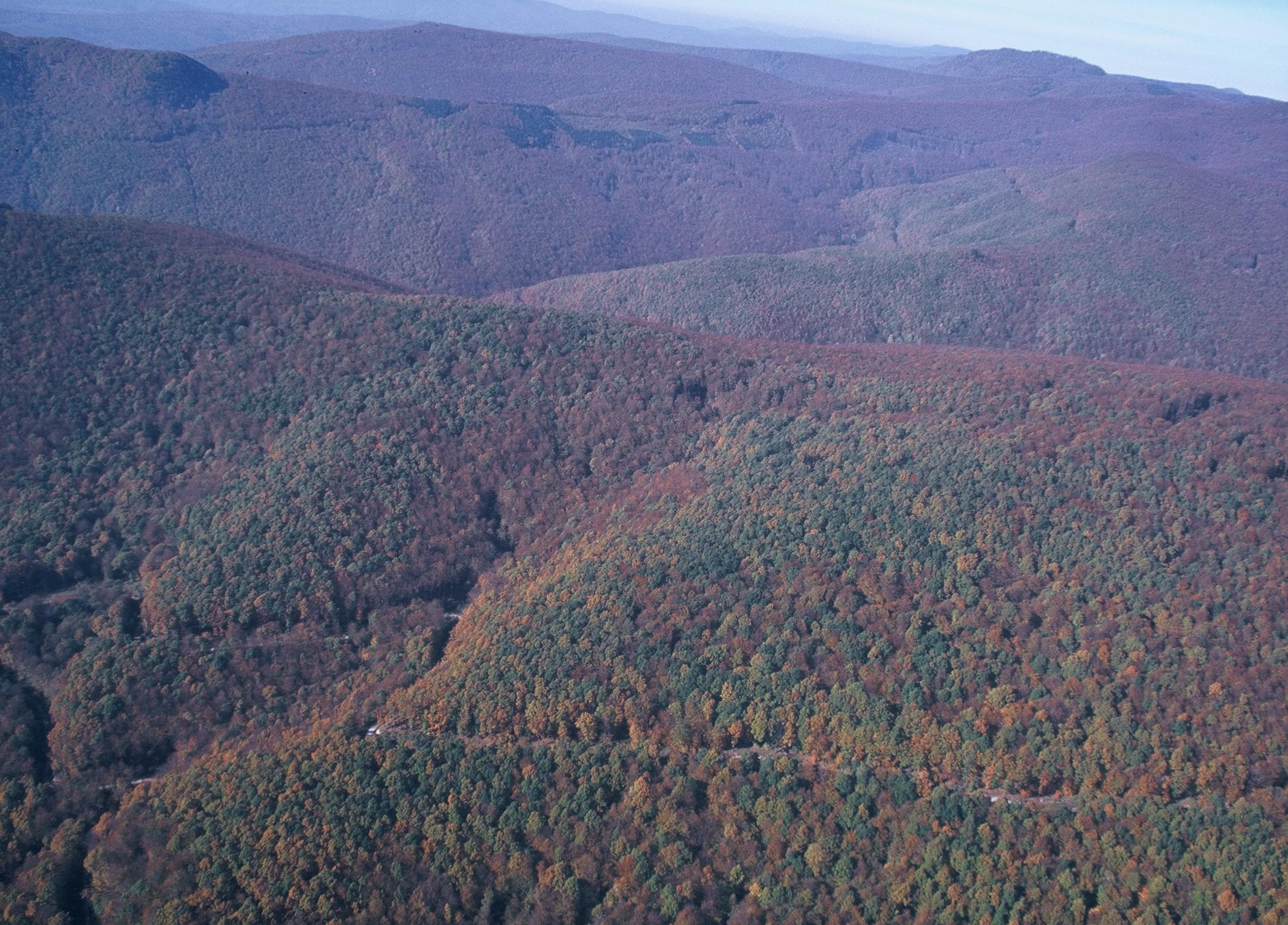
Papuk desde el aire

Ravna Gora es una montaña en la región Eslavonia en el este Croacia. Se encuentra entre Psunj y Papuk, al noreste de Pakrac y al sureste de Daruvar. El pico más alto es Čučevo a una altitud de 854 m. Está limitado desde el norte por el río Pakra y desde el este por el río Orljava.
Los geógrafos suelen clasificar a Ravna Gora como Ridge del Papuk cordillera. En su parte occidental, la cordillera de Papuk tiene unos 20 km de ancho, formada por tres crestas paralelas: Lisina ( Crni vrh  863m), Ljutoč (716m) y Ravna Gora .